# Nullsoft
Nullsoft, Inc. は1997年、ジャスティン・フランケルがアリゾナ州セドナに設立したソフトウェア企業である。メディアプレーヤー Winamp とMP3ストリーミングサーバ SHOUTcast でよく知られている。最近ではオープンソースのインストーラシステムNSISが商用製品であるInstallShieldなどの代替として利用が広まりつつある。社名はマイクロソフトのパロディで、nullがmicroより小さいことに由来する。企業マスコットはリャマをモチーフにした Mike the Llama で、Winampなどの宣伝素材によく使われた。
直近の開発としては、任意のオーディオコーデックやビデオコーデックを使えるストリーミング用コンテナフォーマットである Nullsoft Streaming Video (NSV) などがある。NSVを応用するベンチャー事業として "Nullsoft Television" を展開し、AOLではストリーミングソフト Ultravox でNSVを採用している。他にも、GnutellaやWASTEがNullsoftの開発したソフトウェアとしてよく知られている。Gnutella の名前は GNU と Nutella(イタリアのチョコレートとヘーゼルナッツの御馳走の名前)から付けられた。
Nullsoft は1999年6月1日、AOLに買収され、子会社化された。買収後、Nullsoftの本社はサンフランシスコに移転された。その後もWinampの新バージョンをリリースし続け、利用者は2005年には3300万人から5200万人に増加している。2003年12月、Nullsoftのサンフランシスコ本社は閉鎖され、同時にジャスティン・フランケルと初期のWinamp開発チームが同社を去った。その後NullsoftはAOLに吸収され、AOL Music の一部となっている。